# Athis-Mons
Athis-Mons (uttal: [at̪is mɔ̃s] (fil)) är en kommun i departementet Essonne i regionen Île-de-France i norra Frankrike och är en av Paris förorter. Kommunen ligger i kantonen Athis-Mons som tillhör arrondissementet Palaiseau. År 2022 hade Athis-Mons 36 451 invånare.
Athis-Mons ligger i departementets norra del där floderna Orge och Seine rinner samman. Kommunen utgör en del av storstaden Paris och ligger strax intill flygplatsen Orly.
Athis-Mons blev kommun 1817 då byarna Athis och Mons slogs samman.

## Befolkningsutveckling
Antalet invånare i kommunen Athis-Mons
| Referens: INSEE |